# Гели Раубал
Ангела Мариа "Гели" Раубал (Линц, 4. јул 1908 — Минхен, 18. септембар 1931) била је полу-нећакиња Адолфа Хитлера. Рођена у Линцу, Аустроугарска, била је друго дете и најстарија ћерка Леа Раубала старијег и Хитлерове полусестре Ангеле Раубал. Раубал је живела у блиском контакту са својим стрицем Адолфом од 1925. до њеног претпостављеног самоубиства 1931. године.

## Однос са Хитлером
Док се Хитлер борио да дође на власт као вођа Нацистичке партије, био је доминантан и посесиван према Гели Раубал, толико да је у децембру 1927., када је открио да је у вези са његовим шофером Емилом Морисом, приморао ју је да прекине везу и отпустио је Мориса из службе. Након тога јој није дозволио да се дружи са пријатељима и покушао је да има себе или некога коме је веровао све време у њеној близини, пратећи је у куповини, у биоскопу и опери.

## Самоубиство
Раубал је живела у Хитлеровом стану у Минхену који је у потпуности држао строгу контролу над њеним поступцима. Она је заправо била затвореник и планирала је да побегне у Беч да настави часове певања. Њена мајка је после рата испричала иследницима да је Хитлер забранио њеној ћерки да настави везу са човеком из Линца за кога се надала да ће се удати. Хитлер и Раубал су се посвађали 18. септембра 1931. када јој је забранио да оде у Беч. Када је Хитлер отишао на састанак у Нирнберг, следећег дана је позван у Минхен са вестима да је Раубал мртва од прострелне ране у плућима; очигледно се упуцала у Хитлеровом стану у Минхену из Хитлеровог пиштоља Валтер.
У медијима су одмах почеле гласине о физичком злостављању, могућој сексуалној вези, Раубаловој заљубљености у ујака, па чак и о убиству. Минхнер пост је објавио да је мртва девојка имала фрактуру носа. Ото Штрасер, политички противник Хитлера, био је извор неких од сензационалнијих прича. Историчар Јан Кершо тврдио је да „било активно сексуално или не, Хитлерово понашање према Гели има све црте јаке, барем латентне, сексуалне зависности“. Полиција је искључила повреду и смрт је проглашена самоубиством. Хитлер је потом пао у интензивну депресију. Преселио се у кућу на обали језера Тегернзе и није присуствовао сахрани у Бечу 24. септембра. Два дана касније посетио је њен гроб на Средишњем бечком гробљу. Након тога је превазишао своју депресију и поново се фокусирао на политику.
Хитлер је касније изјавио да је Раубал једина жена коју је икада волео. Њена соба у Хаус Вахенфелду остала је онаква каква ју је оставила, а он је окачио њене портрете у својој соби тамо и у Рајх-канцеларији у Берлину.
У чланку Ванити фера из 1992. године, Рон Розенбаум испитује неколико теорија, укључујући спекулације да је Хитлер намерно или случајно пуцао и убио Раубал током свађе, или да је она убијена по његовом наређењу. Према Вилијаму Стјуарт-Хјустону, Хитлеровом нећаку преко његовог полубрата Алојза, „Када сам посетио Берлин 1931. године, породица је била у невољи. . . Сви су знали да су Хитлер и она дуго били интимни и да је очекивала дете – чињеница која је разбеснела Хитлера.“